# Kreis- und Stadtsparkasse Wasserburg am Inn
Die Kreis- und Stadtsparkasse Wasserburg am Inn ist eine öffentlich-rechtliche Sparkasse mit Sitz in Wasserburg in Bayern. Ihr Geschäftsgebiet ist der ehemalige Landkreis Wasserburg am Inn, außerdem existieren Filialen in Schnaitsee (Landkreis Traunstein), Hohenlinden (Landkreis Ebersberg) und Halfing (Landkreis Rosenheim).

## Organisationsstruktur
Die Kreis- und Stadtsparkasse Wasserburg am Inn ist eine Anstalt des öffentlichen Rechts. Rechtsgrundlagen sind das Sparkassengesetz für Bayern und die durch den Verwaltungsrat der Sparkasse erlassene Satzung. Organe der Sparkasse sind der Vorstand und der Verwaltungsrat.

## Geschäftsstellen
Die 21 Geschäftsstellen der Kreis- und Stadtsparkasse Wasserburg am Inn verteilen sich auf fünf Landkreise: Ebersberg (1), Erding (2), Mühldorf (2), Rosenheim (15, davon vier in Wasserburg am Inn) und Traunstein (1).

## Geschäftsausrichtung
Die Kreis- und Stadtsparkasse Wasserburg am Inn betreibt als Sparkasse das Universalbankgeschäft.  Die Kreis- und Stadtsparkasse Wasserburg am Inn wies im Geschäftsjahr 2023 eine Bilanzsumme von 1,504 Mrd. Euro aus und verfügte über Kundeneinlagen von 1,106 Mrd. Euro. Gemäß der Sparkassenrangliste 2023 liegt sie nach Bilanzsumme auf Rang 281. Sie unterhält 20 Filialen/Selbstbedienungsstandorte und beschäftigt 231 Mitarbeiter.

## Sparkassen-Finanzgruppe
Die Kreis- und Stadtsparkasse Wasserburg am Inn ist Teil der Sparkassen-Finanzgruppe. Die Sparkasse vertreibt daher Bausparverträge der LBS, offene Investmentfonds der Deka und vermittelt Versicherungen der Versicherungskammer Bayern. Zuständige Landesbank ist die BayernLB. Die Bank fungiert unter anderem als Verrechnungsstelle für den bargeldlosen Zahlungsverkehr.